# Irish Masters 1980
Das Benson & Hedges Irish Masters 1980 war ein professionelles Snooker-Einladungsturnier im Rahmen der Saison 1979/80. Es wurde vom 13. Februar bis zum 16. Februar 1980 im Goffs des irischen Dorfes Kill ausgetragen. Sieger wurde Terry Griffiths, der in einem rein walisischen Finale den Vorjahressieger Doug Mountjoy besiegte. Das höchste Break mit einem 86er-Break spielte Terry Griffiths.

## Preisgeld
Zum wiederholten Male sponserte Benson & Hedges das Turnier. Im  Vergleich zum Vorjahr erhöhte sich das Preisgeld um genau 3.000 Pfund Sterling auf 7.800 £, wobei etwa ein Drittel auf den Sieger entfiel.
|              | Preisgeld |
| ------------ | --------- |
| Sieger       | 2.500 £   |
| Finalist     | 1.500 £   |
| Halbfinalist | 800 £     |
| Gruppenphase | 550 £     |
| Insgesamt    | 7.800 £   |

## Turnierverlauf
Das aus acht Spielern bestehende Teilnehmerfeld wurde in zwei Vierergruppen aufgeteilt. Nachdem jeder jeweils ein Mal gegen alle seine Gruppengegner gespielt hatte, kamen die zwei besten Spieler jeder Gruppe ins Halbfinale. Von dort wurde im K.-o.-System der Sieger des Turnieres ausgespielt.
Während in den Gruppenspiele stets drei Frames gespielt wurde, wurden die Halbfinalpartien im Modus Best of 7 Frames und das Endspiel im Modus Best of 19 Frames ausgetragen.

### Gruppenphase

#### Gruppe A

##### Spiele
| Spiel | Spieler 1     | Ergebnis | Spieler 2    |
| ----- | ------------- | -------- | ------------ |
| 1     | John Spencer  | 12:12    | Ray Reardon  |
| 2     | Doug Mountjoy | 03:03    | Ray Reardon  |
| 3     | Doug Mountjoy | 12:12    | John Spencer |
| 4     | Doug Mountjoy | 12:12    | Fred Davis   |
| 5     | Fred Davis    | 12:12    | Ray Reardon  |
| 6     | Fred Davis    | 12:12    | John Spencer |

##### Tabelle
| Pos. | Spieler       | Partien | Frames | Punkte |
| ---- | ------------- | ------- | ------ | ------ |
| 1    | Doug Mountjoy | 3       | 7:2    | 3      |
| 2    | Fred Davis    | 3       | 5:4    | 2      |
| 3    | John Spencer  | 3       | 4:5    | 1      |
| 4    | Dennis Taylor | 3       | 2:7    | 0      |

#### Gruppe B

##### Spiele
| Spiel | Spieler 1       | Ergebnis | Spieler 2       |
| ----- | --------------- | -------- | --------------- |
| 1     | Dennis Taylor   | 12:12    | Cliff Thorburn  |
| 2     | Alex Higgins    | 12:12    | Cliff Thorburn  |
| 3     | Alex Higgins    | 12:12    | Terry Griffiths |
| 4     | Alex Higgins    | 12:12    | Dennis Taylor   |
| 5     | Terry Griffiths | 03:03    | Dennis Taylor   |
| 6     | Terry Griffiths | 12:12    | Cliff Thorburn  |

##### Tabelle
| Pos. | Spieler         | Partien | Frames | Punkte |
| ---- | --------------- | ------- | ------ | ------ |
| 1    | Alex Higgins    | 3       | 6:3    | 3      |
| 2    | Terry Griffiths | 3       | 6:3    | 2      |
| 3    | Dennis Taylor   | 3       | 3:6    | 1      |
| 4    | Cliff Thorburn  | 3       | 3:6    | 0      |

### Endrunde
|  | Halbfinale Best of 7 Frames | Halbfinale Best of 7 Frames |                 |               | Finale Best of 19 Frames | Finale Best of 19 Frames |
|  |                             |                             |                 |               |                          |                          |
|  |                             |                             |                 |               |                          |                          |
|  | Terry Griffiths             | 4                           |                 |               |                          |                          |
|  | Fred Davis                  | 1                           |                 |               |                          |                          |
|  |                             |                             | Terry Griffiths | 10            |                          |                          |
|  |                             |                             |                 | Doug Mountjoy | 9                        |                          |
|  | Doug Mountjoy               | 4                           |                 |               |                          |                          |
|  | Alex Higgins                | 1                           |                 |               |                          |                          |
|  |                             |                             |                 |               |                          |                          |

#### Finale
Der amtierende Weltmeister Terry Griffiths traf im Finale auf den Finalisten der beiden Vorjahre sowie Vorjahressieger Doug Mountjoy.
Nachdem Griffiths mit 2:0 in Führung gegangen war, drehte Mountjoy das Spiel und ging mit 2:3 in Führung. Doch auch Griffiths dreht das Spiel und ging nun seinerseits mit 6:3 in Führung, ehe beide Spiele jeweils zwei Frames gewannen. Doch nun schaffte Mountjoy die erneute Wende; er glich erst zum 8:8 aus und ging dann mit 8:9 in Führung. Durch ein 59er-Break erzwang Griffiths den Decider, den er mit 67:10 und damit auch Match und Turnier gewann.
| Finale: Best of 19 Frames Goffs, Kill, Irland, 16. Februar 1980 |                |               |
| Terry Griffiths | 10:9           | Doug Mountjoy |
| 115:9 (73), 62:57, 14:60, 22:68 (63), 46:56, 59:30, 90:31, 62:44, 75:52 (75 Griffiths, 52 Mountjoy), 52:68, 73:58, 56:65 (51), 66:61 (Mountjoy 54), 41:68, 46:70, 12:109 (67), 0:61, 98:0 (59), 67:10 |                |               |
| 75 | Höchstes Break | 67            |
| – | Century-Breaks | –             |
| 3 | 50+-Breaks     | 5             |